# ユッベ
ユッベ (Yubbe, Yobe, Yube, Yubeh, Yubbe Tug) はソマリア/ソマリランドのサナーグ州にある町。
近隣のバハンと同じ生活圏とされることが多く、2021年1月時点でユッベはソマリランドが、バハンはプントランドが実効支配している。バハンが都市部、ユッベが郊外の関係にある。
近年は、ソマリランド軍の対プントランド前線基地の一つとなっている。

## 歴史

### 古代
ユッベは砂漠の町であり、遊牧民が多く住む。数多くの考古学的遺物がある。19世紀にこの地を訪れたイギリスの探検家ジョン・ハニング・スピークは、さまざまな墳丘墓を見たと報告している。その一つについて「材木の梁で支えられた中空の区画があり、その底には土器の壺がいくつか、鉛の硬貨がいくつか、インドのムスリム女性が鼻にはめているような金の輪、その他さまざまな雑多なものが埋まっていた」と報告している。

### ソマリア内戦
ソマリア内戦開始直後の1991年6月18日、ユッベで、ワルサンガリ氏族長Aaqil Bashirからのハバル・ユニス氏族長Warsame Hersiへの呼びかけで、氏族間の集会が行われた（Yubbe1）。その場で、敵対関係の解消、放牧地の共有などが決議された。
10月6-9日の集会（Yubbe2）では、ワルサンガリ氏族とハバル・ユニス氏族の停戦と境界線の合意が行われた。
1993年6月、ユッベでハダフティモのワルサンガリ氏族とハバル・ユニス氏族の集会が行われ（Yubbe3）、ハバル・ユニス氏族がエリガボで敵対するハバル・ジェロ氏族とデュルバハンテ氏族などサナーグの全クラン集会を招待した集会を行うことを決議。
2006年、サナーグを深刻な水不足が襲い、ユッベ村の井戸が故障していると判明した。

### プントランド・ソマリランド紛争
2007年、プントランド国内の内紛を利用して、ソマリランド軍がラス・アノドを占領したのを契機に、プントランドとソマリランドの対立が鮮明化した（プントランド・ソマリランド紛争）。
2010年5月、ユッベでのソマリランド選挙の際、タイヤを燃やすなどの抗議活動が行われ、ソマリランド兵士1名が殺害された。
2015年10月、サナーグ地域のソマリランド選挙委員長がユッベで拉致され、プントランド支配下のバハンに連れていかれた。
2019年3月、ソマリランド軍はユッベとハダフティモの交通を遮断した。地域住民はソマリランド軍の進出に反対するデモが行った。エリガボの長老たちがひそかに会合し、ソマリランド軍のユッベからの撤退を要求することとなった。
2019年8月、（プントランド側の）サナーグ地域知事は「ソマリランド軍はユッベを除いてサナーグ地域から撤退し、プントランド側の民兵は国軍化された」と発表した。
2019年11月、ユッベの住民がアル・シャバブ派の一団が近隣のGa'an-Marodiにいることを目撃。
2020年2月、ソマリランド軍はユッベから出撃し、18キロメートル離れたKadhada村でプントランド軍と戦闘を行った。戦闘後、プントランド軍はソマリランド軍に勝利して捕虜と軍用車両を獲得したと主張。
2021年3月、エリガボに住む（ソマリランド側の）サナーグ地域知事が、ユッベで計画されていた産科病院などの開発プロジェクトが中断しているとして、ユッベの住民に協力を呼び掛けた。